# Сюрба
Сюрба́ (фр. Surba) — коммуна во Франции, находится в регионе Юг — Пиренеи. Департамент коммуны — Арьеж. Входит в состав кантона Тараскон-сюр-Арьеж. Округ коммуны — Фуа.
Код INSEE коммуны — 09303.

## Население
Население коммуны на 2008 год составляло 347 человек.
| 1962 | 1968 | 1975 | 1982 | 1990 | 1999 | 2008 |
| ---- | ---- | ---- | ---- | ---- | ---- | ---- |
| 166  | 179  | 234  | 320  | 381  | 345  | 347  |

## Экономика
В 2007 году среди 236 человек в трудоспособном возрасте (15—64 лет) 161 были экономически активными, 75 — неактивными (показатель активности — 68,2 %, в 1999 году было 59,9 %). Из 161 активных работали 146 человек (80 мужчин и 66 женщин), безработных было 15 (5 мужчин и 10 женщин). Среди 75 неактивных 20 человек были учениками или студентами, 36 — пенсионерами, 19 были неактивными по другим причинам.

## Достопримечательности
- Романская церковь св. Николая
- Часовня (1676 год)
- Замок Флорак (XIV век)
- Гора Седур (1043 м)